# Sylvia Brandts Buys

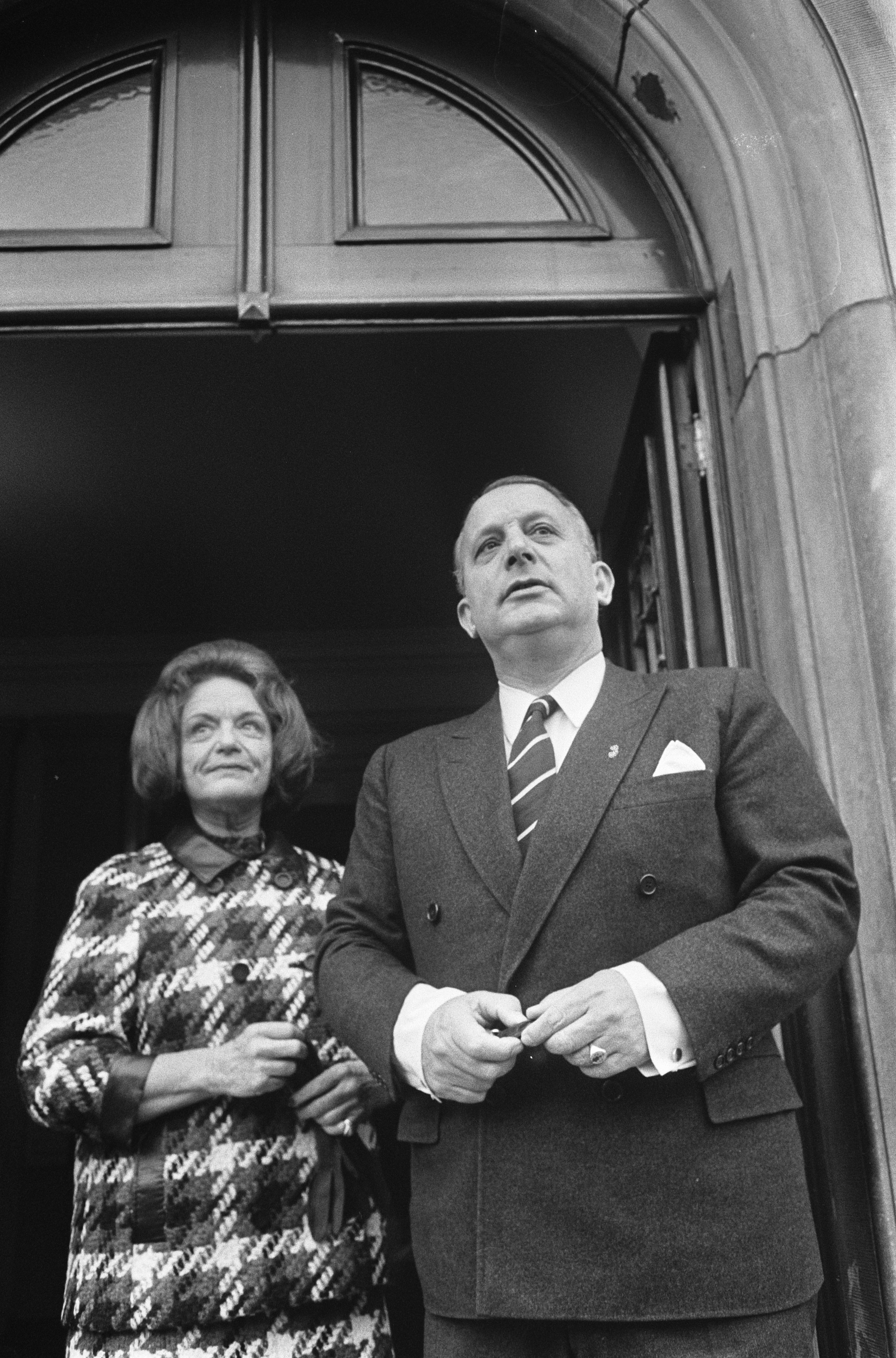
Sylvia Brandts Buys met echtgenoot G.B.J. Hiltermann (1969)

Mary Sylvia Ingeborg Brandts Buys (Cirebon, 28 april 1907 – Amsterdam 26 december 1994) was een Nederlandse journaliste en uitgeefster. In de jaren vijftig droeg zij met haar intuïtieve manier van redigeren bij aan de vernieuwing van de Nederlandse journalistiek. Als hoofdredacteur van de Haagse Post gaf zij vorm aan een journalistieke benadering waarin verslaggeving belangrijker werd geacht dan commentaar. Zij bood jonge journalisten de ruimte zich te ontwikkelen, maar bleef zelf grotendeels buiten de schijnwerpers, mede doordat zij in de publieke perceptie overschaduwd werd door haar echtgenoot, de bekende commentator G.B.J. Hiltermann.
Sylvia was de oudste van vier dochters van Gerrit Bernhard Franz Brandts Buys en landbouwkundige Elisabeth Hary Alma Berkhout. Zij was de kleindochter van Ludwig Felix Brandts Buys. Ze groeide op in Nederlands-Indië. Als enige van de dochters werd zij, wegens haar als lastig ervaren gedrag, naar een kostschool in Bandung gestuurd. Op vijftienjarige leeftijd reisde ze alleen naar Nederland, waar ze werd opgevangen door haar grootouders.
Ze leerde Ad Veenman kennen, een student geneeskunde. Zij trouwden en in 1930 werd hun enige kind geboren: Lili Rademakers. Na de oorlog bleek dat Veenman een zoon had bij een andere vrouw, waarop het echtpaar besloot te scheiden. Kort voor het uitbreken van de oorlog had ze al kennisgemaakt met haar buurjongen, de zeven jaar jongere Guus Hiltermann, met wie zij een relatie begon.
In 1952 kochten Hiltermann en Brandts Buys samen de Haagsche Post, een weekblad dat destijds in zwaar weer verkeerde. Zij kozen nadrukkelijk voor een onafhankelijke koers: terwijl de rest van de Nederlandse pers bijvoorbeeld zweeg over de affaire rond gebedsgenezeres Greet Hofmans, was de Haagsche Post het enige medium dat hierover wel publiceerde. De nieuwe medewerkers van Haagse Post hadden doorgaans geen journalistieke achtergrond. Brandts Buys rekruteerde hen bewust uit kringen van schrijvers, filmmakers, kunstenaars en studenten. Onder hen bevonden zich jonge talenten als Remco Campert, Jan Vrijman, Simon Vinkenoog, Armando, Hans Sleutelaar, Cherry Duyns, Eelke de Jong, Trino Flothuis, Peter Brusse en Joop van Tijn. Hoewel haar werkwijze als redactiechef chaotisch was, wist Sylvia Brandts Buys de jonge medewerkers op onconventionele wijze te inspireren. De Haagse Post werd toonaangevend met een vernieuwende, weinig eerbiedige vorm van journalistiek. Het blad bracht spraakmakende reconstructies – een destijds nieuw genre – evenals diepgravende reportages en portretten. 
In 1960 traden Sylvia Brandts Buys en Guus Hiltermann in het huwelijk, ondanks dat ze wist dat Hiltermann eerder een relatie had gehad met haar minderjarige dochter. Later werd duidelijk dat hij toen al een verhouding onderhield met haar jongere halfzus Désirée, met wie hij twee zonen kreeg. De persoonlijke ontwrichting van Brandts Buys viel samen met haar professionele neergang; bij de overname van Haagse Post door Bonaventura, de uitgever van Elsevier, in 1967 werd zij ontslagen. 
- Virtual International Authority File: 282731123